# Borís Yefímov
Borís Yefímovich Yefímov (en ruso: Борис Ефимович Ефимов; Kiev, Imperio ruso; 29 de septiembrejul./ 11 de octubre de 1899greg. - Moscú, Rusia; 1 de octubre de 2008) fue un dibujante político y artista de propaganda soviético, más conocido por sus caricaturas políticas de Adolf Hitler y de otros dirigentes nazis de la Segunda Guerra Mundial.

## Biografía
Nació con el nombre de Borís Fridliand (en ruso: Борис Хаимович Фридлянд) o Friedland, y fue el segundo hijo de un zapatero judío. Al poco tiempo de nacer, su familia se trasladó a Białystok, donde se crio con su hermano mayor Mijaíl Koltsov. Durante la Primera Guerra Mundial, su familia escapó de los ejércitos alemanes que avanzaban y volvieron a Kiev, donde él prosiguió con sus  estudios legales. Comenzó a expresar sus emociones a través de las caricaturas de políticos. En 1919, publicó su primera caricatura.
Entre 1920 y 1921, diseñó más carteles y folletos para la organización comunista Agitprop (Agitación y Propaganda), finalmente se marchó a Moscú después de que su hermano, que trabajaba como redactor para Pravda, le ofreciera un trabajo para dibujar historietas políticas. Su talento artístico, dirigido principalmente contra «el occidente capitalista», le ganó la prominencia, y su trabajo empezó a aparecer en medios tales como Izvestia, Krokodil y Ogoniok, una revista fundada por su hermano Mijaíl. 
En 1924, publicó su primer libro, Politícheskiye karikatury (Caricaturas políticas), que incluyó un prefacio de Lev Trotski, un movimiento aventurado considerando el antagonismo de Stalin[cita requerida]. Esto produjo la desaprobación inicial del editor, Yuri Steklov, quien más tarde pagó con su vida el no haber eliminado las palabras de Trotski. A finales de los años 1920, Yefímov logró evitar la ira de Stalin por retratar a Trotski como un traidor y un fascista, a pesar de su amistad. Sin embargo, su hermano Mijail Yefimov, conocido periodista soviético en la Guerra civil española, fue ejecutado en 1942 por órdenes de Stalin[cita requerida].
Después de la Segunda Guerra Mundial, estuvo presente en los juicios de Núremberg con la tarea de caricaturizar a los acusados nazis. Entonces le ordenaron burlarse de los poderes occidentales en lo que transformaba en la guerra fría. Él continuó a hacerse el redactor principal en la revista Agitprop, y cooperó con Pravda hasta los años 1980. Publicó una autobiografía para 2000 por sus 100 años de vida, y residió en Moscú.
Fue homenajeado con el Premio Stalin en 1950 y 1951 y fue llamado Artista del pueblo de la URSS en 1967. En 1990, fue nombrado Héroe del Trabajo Socialista.
En una entrevista de 2005 para una cadena de televisión rusa, rememoró sus experiencias en Petrogrado durante la Revolución rusa, admitiendo haber cambiado su verdadero nombre para disimular sus orígenes judíos[cita requerida].
El 28 de septiembre de 2008, cumplió 109 años. Murió tres días después, el 1 de octubre.